# Александровка (Табунский район)
Александровка — село в Табунском районе Алтайском крае, в составе Алтайского сельсовета

## История
Основано в 1909 году. В 1928 году посёлок Ново-Александровка состоял из 78 хозяйств, основное население — русские. В составе Славянского сельсовета Славгородского района Славгородского округа Сибирского края.

## Население
| 1926 | 1997 | 1998 | 1999 | 2000 | 2001 | 2002 |
| ---- | ---- | ---- | ---- | ---- | ---- | ---- |
| 535  | ↘362 | ↘339 | ↘324 | ↗335 | ↘305 | ↘262 |
| 2003 | 2004 | 2005 | 2006 | 2007 | 2008 | 2009 |
| ↘261 | ↘251 | ↗269 | ↗279 | ↗283 | ↘275 | ↘272 |
| 2010 | 2011 | 2012 | 2013 |      |      |      |
| ↘213 | ↗214 | ↗229 | ↘214 |      |      |      |

Национальный состав
Согласно результатам переписи 2002 года, в национальной структуре населения русские составляли 82 %.